# Michel Piccot
MIchel Piccot, né le 27 janvier 1997 à Aoste, est un coureur cycliste italien.

## Palmarès
- 2014
  - Giro della Castellania
- 2015
  - Trophée de la ville de Loano
- 2017
  - 2e du Gran Premio della Liberazione
  - 2e du Circuito Guazzorese
- 2018
  - Mémorial Daniele Tortoli

## Classements mondiaux
| Année           | 2017 | 2018   | 2019   |
| --------------- | ---- | ------ | ------ |
| UCI Europe Tour | 976e | 1 421e | 1 876e |